# Sylvanus James
Sylvanus James es un futbolista semiprofesional de San Vicente y las Granadinas. Actualmente juega en la Liga de Fútbol de Anguila en el equipo Doc's United FC. Ha figurado entre los máximos anotadores de la liga por dos años seguidos (2020 y 2021).

## Clubes
| Club         | País    | Año         | Goles |
| ------------ | ------- | ----------- | ----- |
| Enforcers    | Anguila | 2020 - 2021 | 21    |
| Doc's United | Anguila | 2022 -      | 9     |